# Koenraad
Koenraad (ˈkuːnˌʁaːd) ist die niederländische Form von Konrad (kühner bzw. guter Ratgeber). Eine Kurzform ist Koen oder Coen.

## Namensträger
- Koenraad Dillen (* 1964), belgischer Politiker (Vlaams Belang)
- Koenraad Elst (* 1959), belgischer Historiker, Sinologe und Indologe
- Koenraad van der Gaast (1923–1993), niederländischer Architekt
- Koenraad Vanhoutte (* 1957), belgischer römisch-katholischer Weihbischof in Mecheln-Brüssel